# Ponta Viro Viro
A Ponta Viro Viro é uma formação geológica costeira de São Tomé e Príncipe, localizado a Este da ilha do Príncipe. Este acidente geológico localiza-se entre a Ponta Graça e a Ponta da Mina próximo à Praia Évora. 